# Will Johnson (calciatore)
William David Johnson (Toronto, 21 gennaio 1987) è un ex calciatore canadese, di ruolo centrocampista.

## Palmarès

### Club

#### Competizioni nazionali
- Campionato MLS: 2

Real Salt Lake: 2009
Portland Timbers: 2015
- Canadian Championship: 1

Toronto: 2016

### Individuale
- Gol dell'anno della MLS: 1

2008
- MLS Best XI: 1

2013